# 李傑志
李傑志（英語：Brian Li Kit Chi，1983年9月2日—），曾用藝名「李柏煥」，香港男性模特兒、歌手、演員及飛機師，2000年出道成為時尚模特兒，曾是音樂組合「Square」成員兼寰宇國際旗下藝人，現為食材物流公司「龍仔速遞」老闆之一。

## 簡歷
李傑志於1989至2000年曾就讀胡素貞博士紀念學校及玫瑰崗學校，在中六一次參加突破機構舉辦的話劇班時，獲一位化妝師介紹到廣告公司試鏡，結果順利成為兼職模特兒，但隨後經常蹺課而被校方要求在學業與工作之間加以抉擇。2000年8月，他認為當模特兒是機會難逢且行業不等人，故此決定投身模特兒界，加入了第一間公司「Elite Hong Kong」，並於2002年和凱渥模特兒經紀公司簽約；因擁有千僖年代初香港年輕男模缺乏的俊美外表，很快就獲各大廣告商、時裝雜誌或報章垂青，除了工作日漸增多，亦受公司重視而替他積極開拓海外市場，2002至2010年曾往台灣、新加坡、巴黎、米蘭、開普敦等地拍攝硬照或電視廣告，以及擔任天橋模特兒。他在2005至2013年也曾任職「Show Max Production」編舞師兼活動企劃專員。
直到2008年4月，李傑志獲寰宇娛樂文化集團羅致為旗下藝人，從幾百位試音者中通過審核後，隨即起用新藝名「李柏煥」跟另外三位模特兒趙浚承（Gary）、何尚謙（James）及何浚尉（Rex），組成粵語流行音樂團體「Square」，可是發展不太順利，2011年便宣佈解散。他早於2010年9月見歌唱事業沒有起色，加上希望一圓兒時航空夢想，已開始報讀香港大學附屬學院兩個一年制基礎文憑（國際文化與商業、商務英語）課程；2011年11月至2013年12月曾赴紐西蘭奧克蘭「Eagle Flight Training」、澳洲墨爾本「CAE Oxford Aviation Academy Melbourne」投考私人飛機牌和受訓，在取得民營運輸機飛行員執照後，於2013年底加入國泰港龍航空任職見習飛機師，主要駕駛A320、A321及A330客機。
2020年10月21日，國泰港龍航空因受新冠肺炎疫情所影響，決定裁減約8500名員工以重整業務，李傑志成為目標對象之一（高級副機師）；被辭退後選擇在同月底修讀考文垂大學航空管理學士遙距課程。同年12月初，無綫電視舉辦《衝上雲霄大選》比賽招納人才，他為了10萬元獎金和嘗試其他行業，在好友林盛斌推薦下參賽，惟最終落敗。2021年1至3月，他修讀健身教練牌之餘，還與朋友合資開設物流公司「龍仔速遞」（命名源自港龍航空），獲邀主持直播節目《Fact Chat》；現時亦兼職民航處及銷售員。

## 演出作品

### 電影
| 首映   | 電影名     | 角色           |
| 2008年 | 愛到發燒   | 阿 木          |
| 2009年 | 愛情故事   | Brian          |
| 2009年 | 關人7事    | 校園樂團表演者 |
| 2010年 | 全城戒備   | Brian          |
| 2011年 | 出軌的女人 | 青年男子       |
| 2011年 | 喜愛夜蒲   | 蒲 友          |

### 綜藝節目
| 首播     | 節目名               | 備註       |
| ViuTV    |                      |            |
| 2020年   | 轉機 ON AIR          | 固定演出   |
| 無綫電視 |                      |            |
| 2020年   | 衝上雲霄大選         | 參賽者之一 |
| 2021年   | 萬千星輝頒獎典禮2020 | 列席者之一 |
| 其他     |                      |            |
| 2021年   | Fact Chat            | 主持之一   |

## 外部連結
- 李傑志的Facebook專頁
- 李傑志的Instagram帳戶
- 龍仔速遞 Dragon Freight的Instagram帳戶
- 李傑志在香港影庫上的簡介